# Doin' It (LL Cool J)
Doin' It è il secondo singolo del rapper statunitense LL Cool J estratto dall'album Mr. Smith. È stato prodotto da Rashad "Ringo" Smith e dallo stesso LL Cool J, e vi ha partecipato la rapper LeShaun.

## Informazioni
LL Cool J è anche l'autore del testo della canzone, la quale campiona il brano My Jamaican Guy di Grace Jones.
Doin' It è stata un'altra hit di successo del rapper: ha raggiunto la posizione n.9 nella chart Billboard Hot 1000, la n.7 nella Hot R&B/Hip-Hop Songs e la n.2 nella Hot Rap Tracks.
Il suo remix ufficiale, dal titolo Doin' It Again, è stato prodotto da Erick Sermon.

## Videoclip
Il videoclip è stato diretto da Hype Williams e mostra LL Cool J e LeShaun eseguire il brano in varie occasioni (ad esempio mentre parlano al cellulare e mentre camminano per le strade della città o sono all'interno di un nightclub a luci rosse, o ancora mentre sono in intimità in una stanza).

## Tracce
LATO A:
1. Doin' It (LP Version) - 4:40
2. Doin' It (Unarmed Version) - 4:05

LATO B: 
1. Hey Lover (Street Version) - 4:04
2. Hey Lover (Street Instrumental) - 4:04

## Posizioni in classifica
| Chart (1996)                          | Posizione massima |
| ------------------------------------- | ----------------- |
| Billboard Hot 100 (USA)               | 9                 |
| Billboard Hot R&B/Hip-Hop Songs (USA) | 7                 |
| Billboard Hot Rap Tracks (USA)        | 2                 |